# Pomodoro di Pachino
Pomodoro di Pachino (IGP) è un prodotto ortofrutticolo italiano (specie  botanica  Solanum lycopersicum, L. 1753) a Indicazione geografica protetta molto coltivato in alcuni comuni afferenti al Libero consorzio comunale di Ragusa e al Libero consorzio comunale di Siracusa.
L'ortaggio non appartiene all'agricoltura tradizionale dell'isola, essendo una varietà introdotta nel 1989 dalla multinazionale sementiera israeliana HaZera Genetics, che l'aveva ottenuta attraverso selezione assistita da marcatori. In certe aree d'Italia l'ortaggio è noto anche con il nome di pendolino.

## Zona di produzione
Il disciplinare IGP prevede, per la produzione del "Pomodoro di Pachino", una zona di coltivazione che comprende gli interi territori comunali di Pachino e Portopalo di Capo Passero, oltre a parte dei territori comunali di Noto, Rosolini e Ispica, ricadenti nella parte sud orientale della Sicilia.

## Cultivar
Il disciplinare del Pomodoro di Pachino IGP classifica e tutela ben quattro varietà di pomodoro, tutte con peculiarità diverse e destinate a diversi segmenti di mercato. Sono tipologie accomunate da un elevato grado brix, da una straordinaria resistenza post raccolta e da un colore brillante e attraente.  
Ciliegino IGP
Caratteristico per l'aspetto “a ciliegia” su un grappolo a spina di pesce con frutti tondi, piccoli, dal colore eccellente e il grado brix elevato.
Costoluto IGP
Frutto di grandi dimensioni, esteticamente molto attraente, dalle coste marcate, di colore verde molto scuro e brillante. È la varietà più antica. È prodotto tutto l'anno, e per questo ha conquistato il favore del consumo nazionale sostituendo nel periodo invernale il tondo insalataro. Il pomodoro costoluto evidenzia le migliori caratteristiche se coltivato in terreni la cui salinità è molto alta.
Tondo liscio IGP
Piccolo e rotondo, di colore verde scuro, inconfondibile per il gusto molto marcato.
Grappolo IGP
A grappolo o snocciolato, può essere verde o rosso. Tondo, liscio, dal colore brillante e attraente, con il colletto verde molto scuro. Il suo peso varia in base alla salinità del terreno di coltivazione.

### Semi
I semi del pomodoro di Pachino sono ibridi F1, il che vale a dire che i caratteri desiderati della pianta non si trasmettono alle generazioni successive (F2, F3, ecc.). Non è conveniente, quindi, la produzione del seme da parte degli stessi agricoltori, i quali, pertanto, devono riacquistare le sementi ogni anno dalle case produttrici, o, in alternativa, procurarsi direttamente le piantine dai vivai.

## Origine

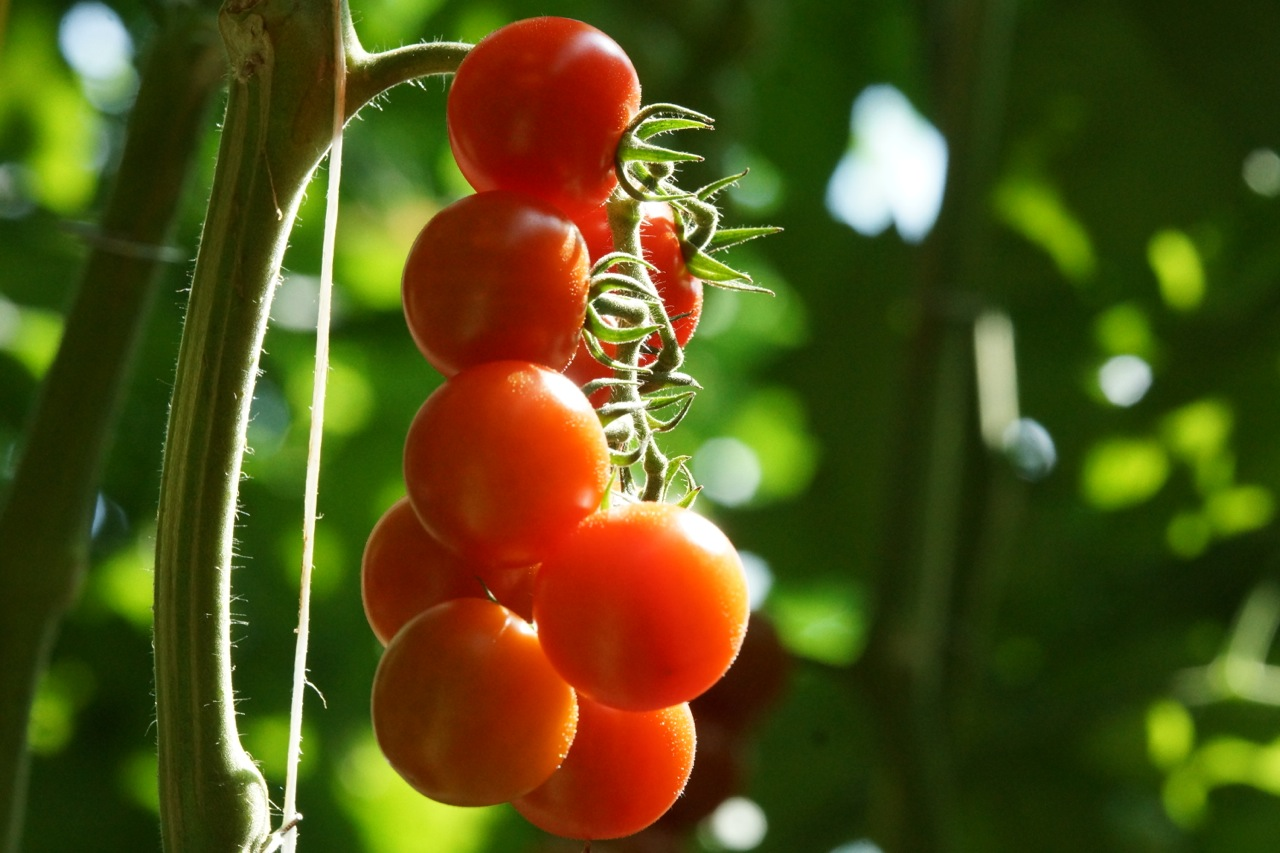

Nella zona di Pachino (in particolare le varianti note come "ciliegino" e quella "a grappolo"): le coltivazioni di pomodori risalgono al 1925, ma si trattava di normali pomodori da insalata dalle dimensioni ordinarie e variabili.
Negli anni '50  le coltivazioni iniziarono a usare delle tecniche di forzatura e di difesa della coltura allo stato primordiale. Agli inizi degli anni '60 si assistette alla nascita delle prime serre realizzate con capanne di canna comune e ricoperte con film di polietilene. In quegli anni si coltivavano prevalentemente pomodori a frutto grosso.

È nel 1989 che un'azienda israeliana produttrice di sementi, la HaZera Genetics, agendo tramite la società controllata "Cois 94 spa" produsse in quell'area della Sicilia due nuove varietà dette Naomi e Rita, quest'ultima "a grappolo". I semi sono ibridi F1, come tanti altri semi frutto della ricerca scientifica delle aziende sementiere sviluppati negli ultimi decenni.
La prima accoglienza della nuova variante fu di diffidenza, ma poco a poco essa si affermò ed ebbe un notevole successo. Poiché il territorio agricolo di Pachino e dintorni è particolarmente adatto alla coltivazione di questa variante, essa ha assunto il nome commerciale di "pomodoro di Pachino". 
Da tenere presente che il primo seme denominato Noemi non è più in produzione da tempo, soppiantato da altre varianti che nel frattempo sono state da esso derivate.
È importante osservare che le varianti Noemi e Rita, e le successive varianti migliorative, oggi coltivate a Pachino e dintorni, sono state ottenute con la cosiddetta tecnica selettiva MAS (MAS è l'acronimo di Marker Assisted Selection, cioè selezione assistita da un marcatore). Essa parte dal classico incrocio tra piante con caratteristiche diverse al fine di produrre gli effetti sperati sulla generazione successiva: la verifica dei risultati desiderati, tuttavia, viene fatta con un'analisi genetica sulle piante figlie, senza dover attendere la crescita delle piante e la maturazione dei frutti; questo permette una notevole velocizzazione del processo di selezione artificiale).
La registrazione IGP del "pomodoro di Pachino" garantisce il consumatore che con tale nome sia possibile commercializzare solo quel tipo di pomodori, coltivati nella zona geografica indicata dall'IGP, e con particolari tecniche e modalità di coltivazione.

## Consorzio
Il consorzio di tutela, ente riconosciuto dal ministero della politiche agricole, tutela sui mercati il prodotto e lo difende dagli innumerevoli tentativi di contraffazione commerciale.